# 小行星4560
小行星4560（英語：4560 Klyuchevskij）是一颗围绕太阳公转的小行星。1976年12月16日，柳德米拉·切爾尼赫在克里米亚发现了此天体。
这颗小行星的绝对星等为72.40318等。